# Ђентиле да Фабријано
Ђентиле да Фабријано (итал. Gentile di Niccolò di Giovanni di Massio) био је италијански раноренесансни сликар. Рођен је у италијанском градићу Фабриано око 1370, а умро је у Риму септембра 1427.

## Биографија
У првој фази слика у духу касне готике блиске поетичном сликарству сијенских мајстора Симонеа Мартинија и Луке да Монака. 
После користи елементе раноренесансног ликовног израза.
Ремек-дело „Поклоњење краљева“ насликао је богатим хармонијама боја и топлим златним сјајем. Наративна композиција приказана је са много фантазије, а бројни детаљи су минуциозно изведени, као одећа краљева и њихове пратње.
Од осталих његових дела највише се издвајају Полиптих фамилије Куаратеси, фреске у Орвиету, „Мајка Божја са Дететом“ у Пизи, Милану и Берлину и др.
Силно је утицао на Писанела и на зачетника венецијанског ренесансног сликарства, Јакопа Белинија, као и на његове синове.